# 오스촌 (아이치현)
오스촌(小碓村)은 일본 아이치현 아이치군에 설치되었던 촌이다. 현재의 나고야시 미나토구와 아쓰타구의 일부에 해당한다.